# Glössbo
Glössbo (lokaal ook wel gespeld als Glösbo) is een plaats in de gemeente Bollnäs in het landschap Hälsingland en de provincie Gävleborgs län in Zweden. De plaats heeft 97 inwoners (2005) en een oppervlakte van 40 hectare.